# 주디 애론슨
주디 에런슨(Judie Aronson, 1964년 6월 7일 ~ )은 미국의 배우이다.
로스앤젤레스에서 태어났다.

## 출연 작품
- 더 시크릿 오브 40 (2016년)
- 제이슨이었던 이름의 남자: 13일의 금요일 30년 (2009, His Name Was Jason: 30 Years of Friday the 13th) - 본인 (다큐멘터리)
- 위 파이트 투 비 프리 (2006년)
- 키스 키스 뱅뱅 (2005년)
- 한니발 (2001년)
- 딥 코아 (2000년)
- 데저트 호크 (1992년)
- 냉혹한 관계 (1990년)
- 신비의 체험 (1985년)
- 아메리칸 닌자 (1985년)
- 13일의 금요일 4 (1984년)

### 텔레비전
- 달리는 사이먼 (1983)
- 베벌리힐스 아이들 (1991, 1993, 1998)